# Eigentijdse klassieke muziek
Eigentijdse klassieke muziek is klassieke muziek die gecomponeerd is na 1975. Deze periode wordt wel postmodern genoemd en heeft vaak overlap met andere eigentijdse kunstmuziek.

## Geschiedenis
Na het modernisme ontwikkelde de moderne klassieke muziek zich onder invloed van diverse muziekstijlen en werkmethoden. Bekende stromingen zijn:
- Cross-overs
- Elektroakoestische muziek
- Elektronische muziek
- Experimentele muziek
- Improvisatie
- Jazz
- Microtonale muziek
- Minimalisme
- Rock
- Wereldmuziek

Tevens zijn de computer en opname-apparatuur belangrijke nieuwe media die voor nieuwe stijlvormen zorgen.

## Bekende eigentijdse componisten
- John Adams
- Armand Amar
- David Bedford
- Luciano Berio
- Pierre Boulez
- Glenn Branca
- John Cage
- Elliott Carter
- Rhys Chatham
- Tan Dun
- Henri Dutilleux
- Ludovico Einaudi
- Morton Feldman
- Philip Glass
- Henryk Górecki
- Sofia Goebaidoelina
- Hans Werner Henze
- Mauricio Kagel
- Gia Kantsjeli
- György Kurtág
- György Ligeti
- Witold Lutosławski
- Peter Machajdík
- James MacMillan
- Bruno Maderna
- Olivier Messiaen
- Olga Neuwirth
- Luigi Nono
- Per Nørgård
- Michael Nyman
- Arvo Pärt
- Roxanna Panufnik
- Krzysztof Penderecki
- Einojuhani Rautavaara
- Steve Reich
- Wolfgang Rihm
- Kaija Saariaho
- Alfred Schnittke
- Karlheinz Stockhausen
- Toru Takemitsu
- John Tavener
- Shirley J. Thompson
- Yann Tiersen
- Max Richter
- Caroline Shaw
- Jacob ter Veldhuis
- Mikis Theodorakis
- Edgard Varèse
- Iannis Xenakis
- John Williams (filmmuziek)
- Alan Silvestri (filmmuziek)
- Yiruma
- Isang Yun
- Jóhann Gunnar Jóhannsson
- Ólafur Arnalds
- Frank Zappa[1]

## Nederlandse eigentijdse componisten
- Michel van der Aa
- Louis Andriessen
- Caroline Ansink
- Henk Badings
- Gilius van Bergeijk
- Caroline Berkenbosch
- Cornelis de Bondt
- Ton Bruynèl
- Simon Burgers
- Patrick van Deurzen
- Oscar van Dillen
- Jakob van Domselaer
- Douwe Eisenga
- Joep Franssens
- Rozalie Hirs
- Ig Henneman
- Simeon ten Holt
- Luc Houtkamp
- Willem Jeths
- Hans Kockelmans
- Hans Kox
- Hanna Kulenty
- Jos Kunst
- Reinbert de Leeuw
- Ton de Leeuw
- Roderik de Man
- Daan Manneke
- Tera de Marez Oyens
- Chiel Meijering
- Misha Mengelberg
- Roger Moens
- René Merkelbach
- Theo Loevendie
- Christina Oorebeek
- Martijn Padding
- Luctor Ponse
- Gert-Jan Prins
- Dick Raaijmakers
- Enrique Raxach
- Joey Roukens
- Wim de Ruiter
- Peter Schat
- Marijn Simons
- Jacob ter Veldhuis
- Klaas de Vries
- Renske Vrolijk
- Kristoffer Zegers

## Belgische eigentijdse componisten
- Bert Appermont
- Pierre Bartholomée
- Jean-Luc Bertel
- Philippe Boesmans
- Maurice Bonnaerens
- Luc Brewaeys
- Dirk Brossé
- Ludo Claesen
- Claude Coppens
- Alain Crépin
- George De Decker
- Jan De Maeyer
- Stanislas Deriemaeker
- Karel De Wolf
- Jacqueline Fontyn
- François Glorieux
- Karel Goeyvaerts
- Robert Groslot
- Wim Henderickx
- Willem Kersters
- André Laporte
- Wim Mertens
- Vic Nees
- Flor Peeters
- Henri Pousseur
- Willy Soenen
- Piet Swerts
- Bram Van Camp
- Ernest van der Eyken
- Peter Van de Velde
- Annelies Van Parys
- Sebastiaan Van Steenberge
- Carl Verbraeken
- André Waignein
- Wilfried Westerlinck
- Bald Wyntin